# ركن أباد (جلغة)
ركن أباد (بالفارسية: رکن‌آباد) هي قرية تقع في إيران في قسم جلغة الريفي. يقدر عدد سكانها بـ 1,963 نسمة.